# Syzygium ridsdalei
Syzygium ridsdalei är en myrtenväxtart som beskrevs av Lyndley Alan Craven och Neil Snow. Syzygium ridsdalei ingår i släktet Syzygium och familjen myrtenväxter. Inga underarter finns listade i Catalogue of Life.